# Thelypteris resinifera
Thelypteris resinifera là một loài thực vật có mạch trong họ Thelypteridaceae. Loài này được (Desv.) Proctor miêu tả khoa học đầu tiên năm 1953.